# Delft (eiland)
Delft of Neduntheevu is een eiland, gelegen tussen India en de noordkust van Sri Lanka.
Delft valt onder het district Jaffna in de Noordelijke Provincie van Sri Lanka. Delft kent een rijk koloniaal verleden. Vanaf 1505 maakten de Portugezen er de dienst uit. In 1658 veroverden de Nederlanders onder leiding van Rijcklof van Goens de belangrijkste stad, Jaffna. De acht voornaamste eilanden voor de kust kregen de namen van Nederlandse steden. Inmiddels hebben al die eilanden weer een inheemse naam, al wordt het eiland Delft nog vaak bij zijn oude naam genoemd. In 1796 kwam Delft in handen van de Britten, die het daarna lange tijd in bezit wisten te houden. Vanaf 1948 is Sri Lanka, en daarmee ook Delft, onafhankelijk.

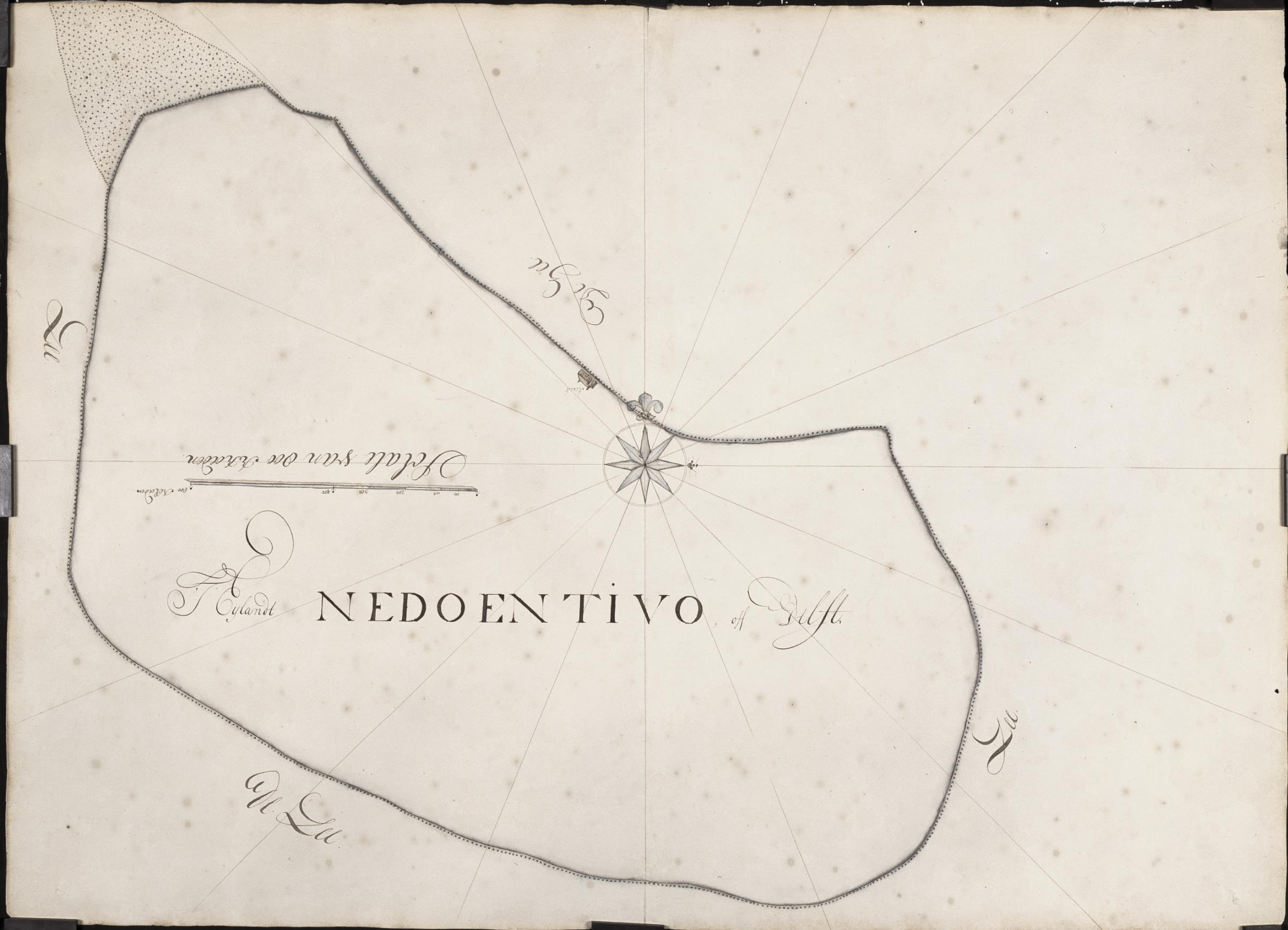
Historische kaart van het eiland Delft of Nedoentivo